# Monti Lessini Durello
Il Monti Lessini Durello è un vino DOC prodotto nelle provincie di Verona e Vicenza.